# Clinocera cataractae
Clinocera cataractae är en tvåvingeart som beskrevs av Pusch 1996. Clinocera cataractae ingår i släktet Clinocera och familjen dansflugor. Inga underarter finns listade i Catalogue of Life.